# Ryojius
Ryojius is een geslacht van spinnen uit de familie hangmatspinnen (Linyphiidae).

## Soorten
De volgende soorten zijn bij het geslacht ingedeeld:
- Ryojius japonicus Saito & Ono, 2001
- Ryojius nanyuensis (Chen & Yin, 2000)
- Ryojius occidentalis Saito & Ono, 2001